# Villafranca de los Barros
Villafranca de los Barros è un comune spagnolo di 12 487 abitanti situato nella comunità autonoma dell'Estremadura, comarca Tierra de Barros.